# Nueva frontera (Estados Unidos)
Nueva frontera en Estados Unidos se refiere al término utilizado por el candidato del liberalismo moderno del Partido Demócrata a la presidencia John F. Kennedy en su discurso de aceptación en las elecciones presidenciales de Estados Unidos en 1960 en la Convención Nacional Demócrata celebrada en Los Ángeles Memorial Coliseum como el eslogan demócrata. La frase se convirtió en una marca de los programas nacionales y extranjeros durante su administración. 

Hoy nos encontramos al borde de una Nueva Frontera: la frontera de la década de 1960, la frontera de las oportunidades y peligros desconocidos, la frontera de las esperanzas no cubiertas y las amenazas sin cubrir. ... Más allá de esa frontera hay áreas desconocidas de ciencia y espacio, problemas no resueltos de paz y guerra, problemas no conquistados de ignorancia y prejuicio, preguntas sin respuesta de pobreza y excedente.

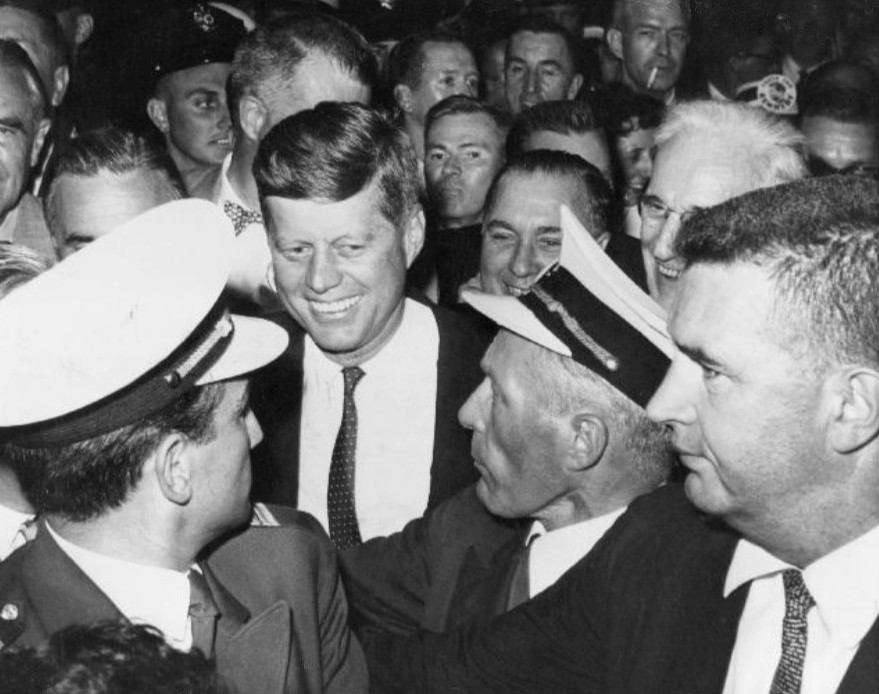
Foto de John F. Kennedy llegando a la Convención Nacional Democrática en Los Angeles, 1960.

En palabras de Robert D. Marcus: "Kennedy asumió su mandato con ambiciones para erradicar la pobreza y para levantar los ojos de Estados Unidos a las estrellas a través del programa espacial."
Entre la legislación aprobada por el Congreso durante la Administración Kennedy, se ampliaron los beneficios de desempleo, se brindó ayuda a las ciudades para mejorar la vivienda y el transporte, se asignaron fondos para continuar la construcción de un sistema nacional de carreteras iniciado bajo Eisenhower, se aprobó una ley de control de contaminación del agua para proteger los ríos y arroyos del país, y un acto agrícola para aumentar los ingresos de los agricultores se convirtió en ley . El Congreso aprobó una cantidad significativa de leyes contra la pobreza, incluidos aumentos en los beneficios de la seguridad social y en el salario mínimo, varias facturas de vivienda y ayuda a las zonas económicamente afectadas. Se presentaron algunos paquetes de obras públicas antirrecesión, junto con una serie de medidas diseñadas para ayudar a los agricultores. . Se realizaron grandes ampliaciones y mejoras en la Seguridad Social (incluida la jubilación a los 62 años para los hombres), construcción de hospitales, servicios de biblioteca, asistencia agrícola familiar y recuperación. Se volvieron a introducir cupones de alimentos para estadounidenses de bajos ingresos, se aumentó la distribución de alimentos a los pobres y se amplió la distribución de leche en las escuelas y el almuerzo escolar. La legislación agrícola más completa desde 1938 se llevó a cabo, con expansiones en electrificación rural, conservación de suelos, seguros de cosechas, créditos agrícolas y pedidos de comercialización. En septiembre de 1961, la Agencia de Control y Desarme de Armamento se estableció como el punto focal en el gobierno para la "planificación, negociación y ejecución de los acuerdos internacionales de desarme y control de armamentos".  En conjunto, New Frontier fue testigo de la aprobación de una amplia gama de importantes reformas sociales y económicas.
Según Theodore White, durante el mandato de John F. Kennedy, fue promulgada más legislación que nunca desde los años treinta. Cuando el Congreso se hundió a finales de 1961, se promulgaron 33 de los 53 proyectos de ley que Kennedy había presentado al Congreso. Un año después, 40 de los 54 proyectos de ley que la Administración Kennedy había propuesto fueron aprobados por el Congreso, y en 1963 se promulgaron 35 de los 58 proyectos "obligatorios". Como señaló Larry O'Brien, "había surgido el mito de que él [Kennedy] no estaba interesado en el Congreso, o que 'falló' con el Congreso. Los hechos, en mi opinión, son diferentes. El registro legislativo de Kennedy en 1961-63 fue el mejor con respecto a cualquier presidente desde el primer mandato de Roosevelt ".

## Legislación y programas

### Derechos civiles
- El Departamento de Justicia de Kennedy llevó a cabo diversas medidas para hacer cumplir las órdenes judiciales y la legislación vigente. La Administración Kennedy promovió un Proyecto de Educación del Voto que condujo a 688.800 entre el 1 de abril de 1962 y el 1 de noviembre de 1964, mientras que la División de Derechos Civiles presentó más de cuarenta y dos demandas en cuatro estados para garantizar los derechos de voto de los negros. Además, Kennedy apoyó la enmienda del impuesto anti-encuesta, que fue aprobada por el Congreso en septiembre de 1962 (aunque no fue ratificada hasta 1964 como la Vigésima Cuarta Enmienda). Como señaló un estudiante de voto negro en el sur, en relación con los intentos del gobierno de Kennedy para promover los derechos civiles, "Mientras que los abogados de Eisenhower se habían movido deliberadamente, los abogados de Kennedy-Johnson presionaron al poder judicial mucho más seriamente.."[11]
- La Orden ejecutiva 10925 (emitida en 1961) combinó las agencias federales de empleo y contratistas gubernamentales en un Comité unificado sobre oportunidades de empleo equitativo (CEEO). Este nuevo comité ayudó a poner fin a la segregación y las prácticas de empleo discriminatorias (tales como el empleo exclusivo de afroamericanos para trabajos poco calificados) en varios lugares de trabajo en los Estados Unidos.
- La Orden ejecutiva 11063 prohibió la discriminación en viviendas con financiación federal.
- La Comisión de Comercio Interestatal hizo a Jim Crow ilegal en el transporte interestatal, después de haber sido presionado por los Freedom Riders y el Departamento de Justicia.
- La Administración Kennedy prohibió a los contratistas del gobierno discriminar contra cualquier solicitante o empleado por el empleo por motivos de origen nacional, color, credo o raza.
- El Kennedy Administración prohibió contratistas de gobierno de discriminar contra cualquier solicitante o empleado para ocupación en las tierras de origen nacional, color, credo, o carrera.
- El Plan de Progreso fue lanzado por la CEEO para persuadir a los grandes empleadores a adoptar prácticas de igualdad de oportunidades. En 1964, 268 firmas con 8 millones de empleados se habían adherido a esto, mientras que un estudio nacional que abarcó el período de mayo de 1961 a junio de 1963 de 103 corporaciones "mostró una ganancia de negros de 28,940 a 42,738 asalariados y de 171,021 a 198,161 empleos remunerados por hora".

### Igualdad de derechos para las mujeres
El Presidente Kennedy creó el 14 de diciembre de 1961 la Comisión Presidencial sobre el Estatus de Mujeres para investigar cuestiones con respecto a la igualdad de las mujeres en educación, en el trabajo, y en la legislación. La comisión fue presidida por Eleanor Roosevelt hasta su muerte en 1962. Estaba  compuesta de 26 miembros entre ellos legisladores, activistas sindicalistas y filántropos activas en la lucha por los derechos de las mujeres. El principal objetivo del comité fue documentar y examinar las políticas de empleo vigentes para las mujeres. El informe final de la comisión, American Woman (también conocido como el Informe Peterson después de la segunda presidenta de la Comisión, Esther Peterson), se emitió en octubre de 1963 y documentó una discriminación generalizada contra las mujeres en el lugar de trabajo. Entre las prácticas abordadas por el grupo se encontraban las leyes laborales relativas a horas y salarios, la calidad de la representación legal de las mujeres, la falta de educación y asesoramiento para las mujeres trabajadoras y las leyes federales de seguros e impuestos que afectaban los ingresos de las mujeres. Las recomendaciones incluían el cuidado infantil asequible para todos los niveles de ingresos, las prácticas de contratación que promovían la igualdad de oportunidades para las mujeres y la licencia de maternidad remunerada.
La Comisión, reflejando los puntos de vista de Roosevelt y los sindicatos, se opuso a la Enmienda de Igualdad de Derechos.
A principios de la década de 1960, a las mujeres que trabajaban a tiempo completo se les pagaba en promedio el 59 por ciento de las ganancias de sus contrapartes masculinos. Para eliminar algunas formas de discriminación salarial basada en el sexo, Kennedy firmó la Ley de Igualdad Salarial el 10 de junio de 1963. Durante primeros diez años de la ley, 171,000 empleadas recibieron pagos atrasados por un importe aproximado de 84 millones de dólares.